# Li Shan

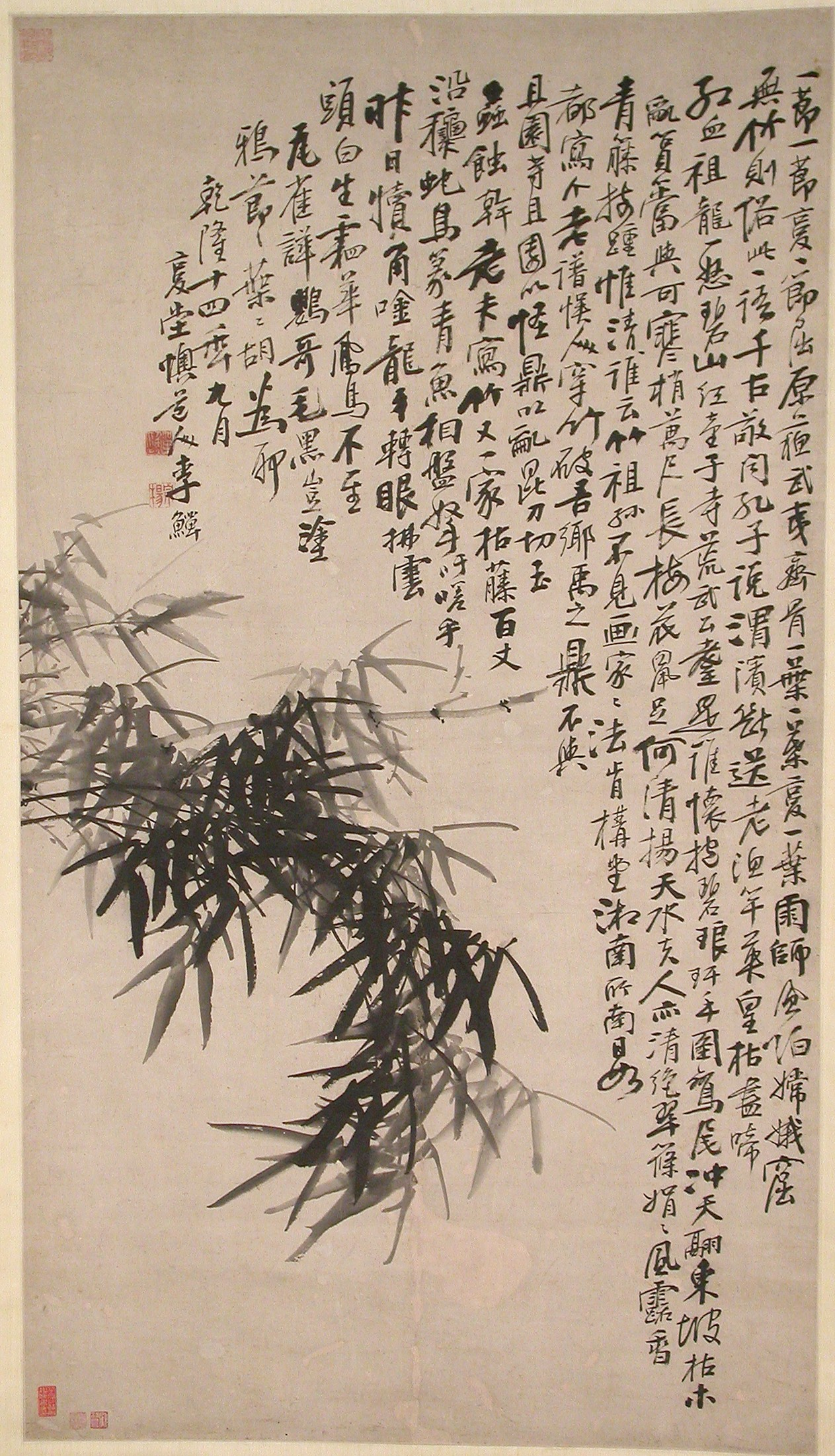
Bamboe in inkt (1749), hangende rol met gewassen inkt op papier

Li Shan (李鳝; ca. 1686–1756) was een Chinees kunstschilder die actief was tijdens de vroege Qing-periode. Li Shan behoort tot de canon van de Acht Excentriekelingen van Yangzhou; een groep tijdgenoten die orthodoxe ideeën over de schilderkunst verwierpen ten bate van een eigen expressieve stijl.

## Biografie
Li Shan werd rond 1686 geboren in Xinghau, in de provincie Jiangsu. Hij begon op 16-jarige leeftijd met schilderen. Later trad Li toe tot de klasse der literati en bekleedde hij enige tijd de functie van magistraat van het arrondissement Teng, in de provincie Shandong.

## Werken
De werken van Li Shan waren onder andere beïnvloed door Xu Wei (1521–1593) en Shitao (1642–1707), twee kunstschilders die zich onderscheidden door hun expressieve stijl. Li gebruikte voornamelijk lichte kleuren en zeer natte inktwassingen. Veelgebruikte motieven waren onder andere dennen, rotsen en allerlei bloemen, waaronder orchideeën en zonnebloemen. Ook was Li Shan een vaardig bamboeschilder.